# Священний синод Української православної церкви Київського патріархату
Священний синод Української православної церкви (Київського патріархату) — орган управління Українською православною церквою Київського патріархату в період між Помісними та Архиєрейськими Соборами.
Священний синод підзвітний Архиєрейському Собору і через Патріарха Київського і всієї Руси-України представляє йому звіт за міжсоборний період. 

## Структура
Священний Синод складається з голови — Патріарха Київського і всієї Руси-України (Місцеблюстителя), п'яти постійних і трьох тимчасових членів — єпархіальних архиєреїв.
Постійними членами є єпархіальні архиєреї: два від Західного регіону України, один від Центрального регіону України, один від Східного регіону України і один від закордонних єпархій. Постійні члени обираються Архиєрейським Собором. В разі необхідності може бути заміна постійного члена Синоду.
Тимчасові члени викликаються на сесію Святійшим Патріархом і Священним Синодом із трьох регіонів України — Центрального, Західного і Східного за чергою єпископської хіротонії.
Відділи та комітети синоду відають справами:
- навчальними,
- зовнішніх церковних зв'язків,
- духовним управління патріотичного виховання в Збройних Силах України,
- духовним вихованням в пенітенціарних установах,
- етично-моральними у медичній галузі (біоетика),
- господарчими,
- видавничими.

Діє дорадчий орган — Вища церковна рада з участю мирян.

## Сесії
Священний синод має дві сесії на рік: зимову (вересень — лютий) і літню (березень — серпень). Як правило, засідання Священного синоду є закритими.